# 雅各布森灣

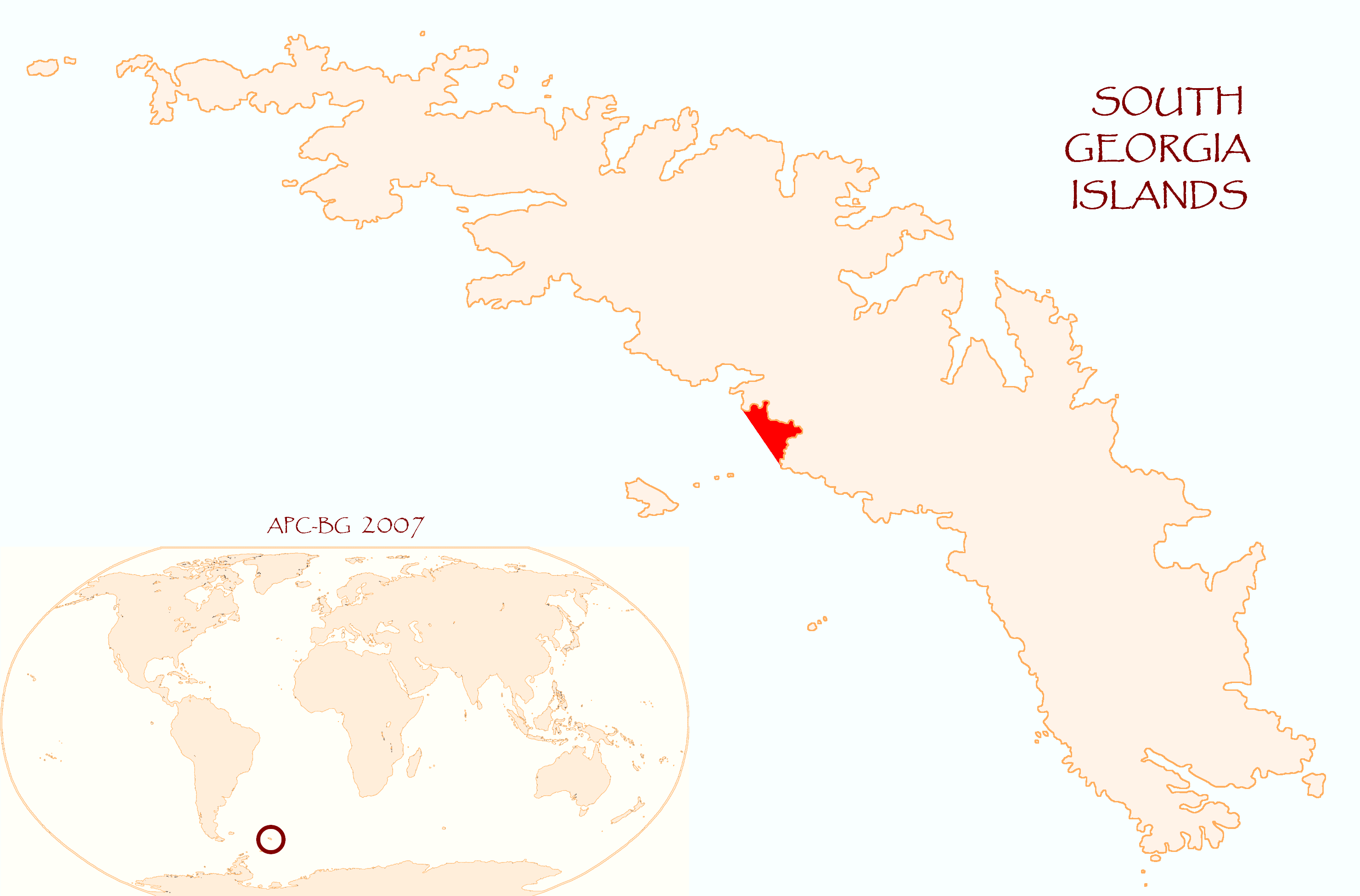
雅各布森灣在南喬治亞島的位置

雅各布森灣（英語：Jacobsen Bight），是南極洲的海灣，位於英國海外領土南喬治亞島南部，處於拉爾維克峰和達恩利角之間，寬6.4公里。